# Résolution 1174 du Conseil de sécurité des Nations unies
Membres permanents
- Chine
- États-Unis
- France
- Royaume-Uni
- Russie

Membres non permanents
- Bahrain
- Brésil
- Costa Rica
- Gabon
- Gambie
- Japon
- Kenya
- Portugal
- Slovénie
- Suède

Résolution no 1173 Résolution no 1175
La résolution 1174 du Conseil de sécurité des Nations unies a été adoptée à l'unanimité le 15 juin 1998. Après avoir rappelé les résolutions 1031 (1995), 1035 (1995), 1088 (1996), 1103 (1997), 1107 (1997), 1144 (1997) et 1168 (1998), le Conseil de sécurité a prorogé le mandat de la Mission des Nations unies en Bosnie-Herzégovine (MINUBH) pour une période prenant fin le 21 juin 1999 et a autorisé les États participant à la Force de stabilisation (SFOR, l'acronyme anglais pour Stabilisation Force), dirigée par l'OTAN, à continuer de le faire pour une période supplémentaire de douze mois.
Le Conseil a souligné l'importance des accords de Dayton (accord-cadre général) et l'importance que la Croatie et la république fédérale de Yougoslavie (Serbie et Monténégro) dans le processus de paix en Bosnie-Herzégovine. Le retour des personnes déplacées et des réfugiés est crucial pour une paix durable dans la région, et le secrétaire général Kofi Annan a signalé que les réfugiés avaient été confrontés à des violences lors de leur retour dans leur lieu d'origine en Bosnie-Herzégovine. 
Agissant en vertu du chapitre VII de la Charte des Nations unies, le Conseil a insisté sur la coopération de toutes les parties pour la mise en œuvre des accords de paix et avec le Tribunal pénal international pour l'ex-Yougoslavie (TPIY), réaffirmant le rôle du haut représentant international en Bosnie-Herzégovine au cours de ce processus. Il a été reconnu que les parties avaient autorisé la SFOR à recourir à la force si nécessaire pour faire respecter l'annexe I des accords de paix. 
Les États membres participant à la SFOR, créée par la résolution 1088, ont été autorisés à poursuivre leurs opérations pendant douze mois supplémentaires ; elle serait prolongée au-delà de cette date si la situation du pays le justifie. Il a également autorisé le recours aux mesures nécessaires, notamment la légitime défense, pour garantir le respect des accords ainsi que la sécurité et la liberté de mouvement du personnel de la SFOR. Parallèlement, le mandat de la MINUBH, qui comprenait une Force internationale de police, a été prorogé jusqu'au 21 juin 1999. Les pays ont été invités à fournir une formation, des équipements et un soutien aux forces de police locales en Bosnie-Herzégovine.

## Voir également
- Guerre de Bosnie-Herzégovine
- Accords de Dayton
- Guerres de Yougoslavie